# Колодій Віталій Дем'янович
Колоді́й Віта́лій Дем'я́нович (нар. 19 січня 1939, Первомайськ — пом. 29 березня 2016, Чернівці) — український поет, прозаїк, журналіст і перекладач.

## Біографія
Колодій Віталій Дем'янович народився 19 січня 1939 року в місті Первомайську Одеської (тепер Миколаївської) області в родині робітника. Батько, тяжко поранений на війні, помер у травні 1946 р. Навчався в Первомайській середній школі № 17. Перші вірші почав писати в 3-му класі. Разом зі своїм старшим товаришем Миколою Вінграновським відвідував засідання літературного об'єднання.
Після закінчення школи вступив на механічне відділення Одеського технікуму нафтової і газової промисловості. Отримавши диплом механіка, працював на нафтобазі міста Сторожинець.
В 1963 році закінчив філологічний факультет Чернівецького держуніверситету.
Друкуватися почав у 1965 році. В 1967 році вийшла друком перша збірка поезій «Зажинки». Член Національної спілки письменників України з 1968 року.
Працював завідувачем відділу культури чернівецької обласної газети «Радянська Буковина». Був у числі засновників газети «Молодий буковинець», започаткував часописи «Буковинське віче» (1990—1991) та «Літературно-мистецька Буковина» (1997—1998).
У 1970-х роках мешкав у місті Одеса, де обіймав посади відповідального секретаря обласної газети «Чорноморська Комуна», головного редактора видавництва «Маяк».
З 1979 року жив і працював у місті Чернівці. З 1992 по 1996 рік був директором Музею буковинської діаспори. Близько 20-ти років очолював Чернівецьку обласну організацію Спілки письменників України.
Помер 29 березня 2016 року в Чернівцях, де і похований.

## Список видань (хронологічно)
- - Зажинки (1967)
  - Слов'янська дума (1969)
  - Серпень і птиці (1973)
  - Північний вирій (1979)
  - Зоряне дерево (1982)
  - Птахи на вітрах (1983)
  - Погляд за видиму грань (1986[1])
  - Вечірній сніг (1989)
  - Найлюбіша в світі панна (1998)
  - Сонети (1998)
  - При сповідальних свічах (1999)
  - Біла квітка осені (українською і румунською мовами, 2001)
  - Сто сонетів (2002)
  - Прощальна сльоза ранку (українською і румунською мовами, 2002)
  - Забинтовані квіти (2004)
  - Псалом на чорно-білому (2006)
  - Ріка, в яку ми входимо (2007)
  - Диспут (книга поем, 2007)
  - Ангел на камені (книга віршів, 2008)
  - Зоря над прірвою (книга прози, 2008)
  - З вогню і квітів (книга перекладів, 2008)
  - Перо в облозі часу (книга публіцистики, 2009)
  - Неопалима висота (2011)
  - Слова осипалися з літа (книга у відсвіті жнив, 2013)
  - У світлотінях летючої миті: афоризми і максими буднів (2014)
  - Сонети (2017) / упоряд., передмова О. Колодій // http://www.strelbooks.com [Архівовано 9 травня 2017 у Wayback Machine.]

## Перехресні думки. Переконання
* * *
Коли неславу правлять, а народ
мовчить — біда народу.
* * *
…Ніколи
Душі всієї до останку рабство
Не сполоняє — суть її найкраща
Завжди від рабства вільна…
* * *
Ти — в дорозі. У невпиннім русі.
Через терни випадає йти.
Впевненість твоя — це ще не успіх.
В сумнівах — ти ближче до мети.
* * *
Політичний імідж, соціально-економічний стан держави чи народу є вирішальними факторами при світовому визнанні та популяризації особистості і її творіння, зокрема у літературно-мистецькій галузі. Українці зродили не лише незрівнянний за художнім рівнем, унікальним багатством мелосу пісенний масив, а й видали чимало шедеврів у прозі, поезії, драматургії, які, за об'єктивними критеріями, не поступаються номінованим на Нобелівську чи інші найвищі премії та усепланетні нагороди. Але ми — то бездержавні, то різнорідні натовпи на роздоріжжях… 

## Премії і нагороди
- Літературна премія імені Дмитра Загула (1996).
- Літературна премія імені Міхая Емінеску (Румунія).
- Літературна премія імені Григоре Вієру (Румунія—Молдова).
- Літературно-мистецька премія імені Сидора Воробкевича (1999).
- Медаль «На славу Чернівців».

## Про творчість
Творчий доробок Віталія Колодія високо оцінюють побратими по перу, літературознавці:
- Мірча Лютик, член Національних спілок України, Румунії та Молдови:

| «Письменник визначної вдачі та яскравої виразності, філософ буття, який з усією відповідальністю осмислює прояви людського єства, відчайдушний проповідник етилізму як доктрини спільноти та особистості в її суспільних проявах, Віталій Колодій пронизує своїм гострим, естетично витонченим та громадянськи гартованим пером глибинні пласти самобутності роду і тим самим постає не тільки як один із найяскравіших українських письменників Буковини, але й як елітна індивідуальність української літератури і загальнонаціонального масштабу. Він є однаковою мірою і помітним взірцем блискучої творчої інтелектуальності, і філігранним майстром художніх цінностей, який суверенно живе у «словесному роздоллі» (так каже сам поет в одному зі своїх сонетів), і невсипущою совістю українства в цей дуже відповідальний момент анагенезису етнічного організму, зараженого манкуртизмом та яничарством, і послідовним оборонцем одвічних набутків, що забезпечують історичну спадкоємність нації.» |
- Петро Скунць, лауреат Національної премії України імені Тараса Шевченка:

| «Віталій Колодій — це та література, яка є власне літературою, а не обслугою часу. З високою культурою письма. І з вірою у високе людське призначення. …Новели Віталія Колодія серед нинішньої літературної вульгарщини — наче принесені з іншого світу, де живе душа. Так, вони про жорстокий світ, але не вподобляють людську суть цьому жорстокому часові, не вивітрюють її з нашого життя, не догоджають грубій силі. Це новели, де біль — не ознака хвороби, а ознака людського здоров'я». |
- Володимир Солоухін, російський письменник: (рос.)

| «Я знаю, как трудно написать венок сонетов, но перевести его во много раз труднее и сложнее… Ваш перевод, насколько могу судить, — получился великолепно!..» |
- Семен Абрамович, доктор філологічних наук, професор, академік Академії ВО України:

| «Віталій Колодій — ім'я, яке не потребує суєслов'я. У хорі голосів поетів, талановитих і менш талановитих, які занадто часто відчувають себе лише якоюсь частиною буття (запам'яталось мені чиєсь смиренне: «я — пагінок рідної землі»), голос Колодія звучить усе ж таки на октаву вище… Гегель сказав: драма — цариця жанрів; непросто її написати. Прекрасна побудова драматичного конфлікту у Колодія, потужне ліплення характерів, відчуття складності психології та історичного вибору українця, поетична монументалізація історії, неослабний інтерес, з яким читається поема, карбована мова — усе це робить твір непересічним.» |
- Тамара Севернюк, член Національної спілки письменників України:

| «Один словесний штрих, легенький доторк і — спалах! І ти або німієш, стримуючи сльозу співчуття, або гірко усвідомлюєш заслужену кару за скоєне зло, чи вдячно усміхаєшся автору за збережену віру в те, що не все важке, страшне, жорстоке, навіть мерзенне, яке трапляється з людиною на траверсах життєвих окопів, здатне спотворити її душу.» |